# Matthew Hudson-Smith
Matthew Hudson-Smith (né le 26 octobre 1994 à Wolverhampton) est un athlète britannique, spécialiste du 400 mètres. Double champion d'Europe de la discipline à Berlin en 2018 et à Munich en 2022, il est vice-champion du monde à Budapest en 2023, année où il établit un nouveau record d'Europe en 44 s 26. Il améliore son record d'Europe en mai 2024 aux Bislett Games d'Oslo en courant en 44 s 07, puis devient le premier athlète européen à descendre sous 44 secondes en juillet 2024 à Londres en 43 s 74.

## Biographie
Matthew Hudson-Smith décroche la médaille du bronze du 200 mètres lors des championnats d'Europe juniors de 2013 à Rieti en Italie, derrière le Russe Pavel Ivashko et le Polonais Patryk Dobek. Il obtient par ailleurs une deuxième médaille de bronze dans l'épreuve du relais 4 × 400 mètres.
Le 12 juillet 2014, au cours du meeting Glasgow Grand Prix, le Britannique descend pour la première fois de sa carrière sous les 45 secondes en bouclant son tour de piste en 44 s 97. Il participe à sa première compétition senior en août 2014 à l'occasion des Jeux du Commonwealth de Glasgow, en Écosse. Engagé dans l'épreuve du relais 4 × 400 m, il est le dernier relayeur de l'équipe d'Angleterre qui remporte la médaille d'or dans le temps de 3 min 0 s 46, devant les Bahamas et Trinité-et-Tobago. Lors des Championnats d'Europe de Zurich, Hudson-Smith glane sa seconde médaille internationale senior en terminant deuxième du 400 m, derrière son compatriote Martyn Rooney, en établissant un nouveau record personnel en 44 s 75. En fin de compétition, il s'adjuge le titre continental du 4 × 400 m en compagnie de Conrad Williams, Michael Bingham et Martyn Rooney.

### Champion d'Europe du 400 m (2018)
Le 10 août 2018, il est sacré champion d'Europe du 400 mètres à Berlin en 44 s 78, devant les frères Kévin Borlée (45 s 13) et Jonathan Borlée (45 s 19).

### Doublé aux championnats d'Europe (2022)
Le 29 mai 2022 au cours de la Prefontaine Classic à Eugene, Matthew Hudson-Smith établit le temps de 44 s 35 sur 400 m et améliore d'un centième de seconde le record du Royaume-Uni détenu depuis 1997 par Iwan Thomas. Il réalise par ailleurs la deuxième meilleure performance européenne de tous les temps, à 2/100e de seconde du record d'Europe de l'Allemand Thomas Schönlebe.
Aux championnats du monde à Eugene, il se classe troisième du 400 m, derrière Michael Norman et Kirani James, en 44 s 66. Favori des Jeux du Commonwealth à Birmingham, il décroche la médaille d'argent en 44 s 81, s'inclinant devant le Zambien Muzala Samukonga. Le 17 août 2022, à l'occasion des Championnats d'Europe de Munich, il remporte un nouveau titre sur 400 m et décroche sa deuxième médaille d'or au titre du relais 4 x 400 m.

### Record d'Europe du 400 m et vice-champion du monde (2023)

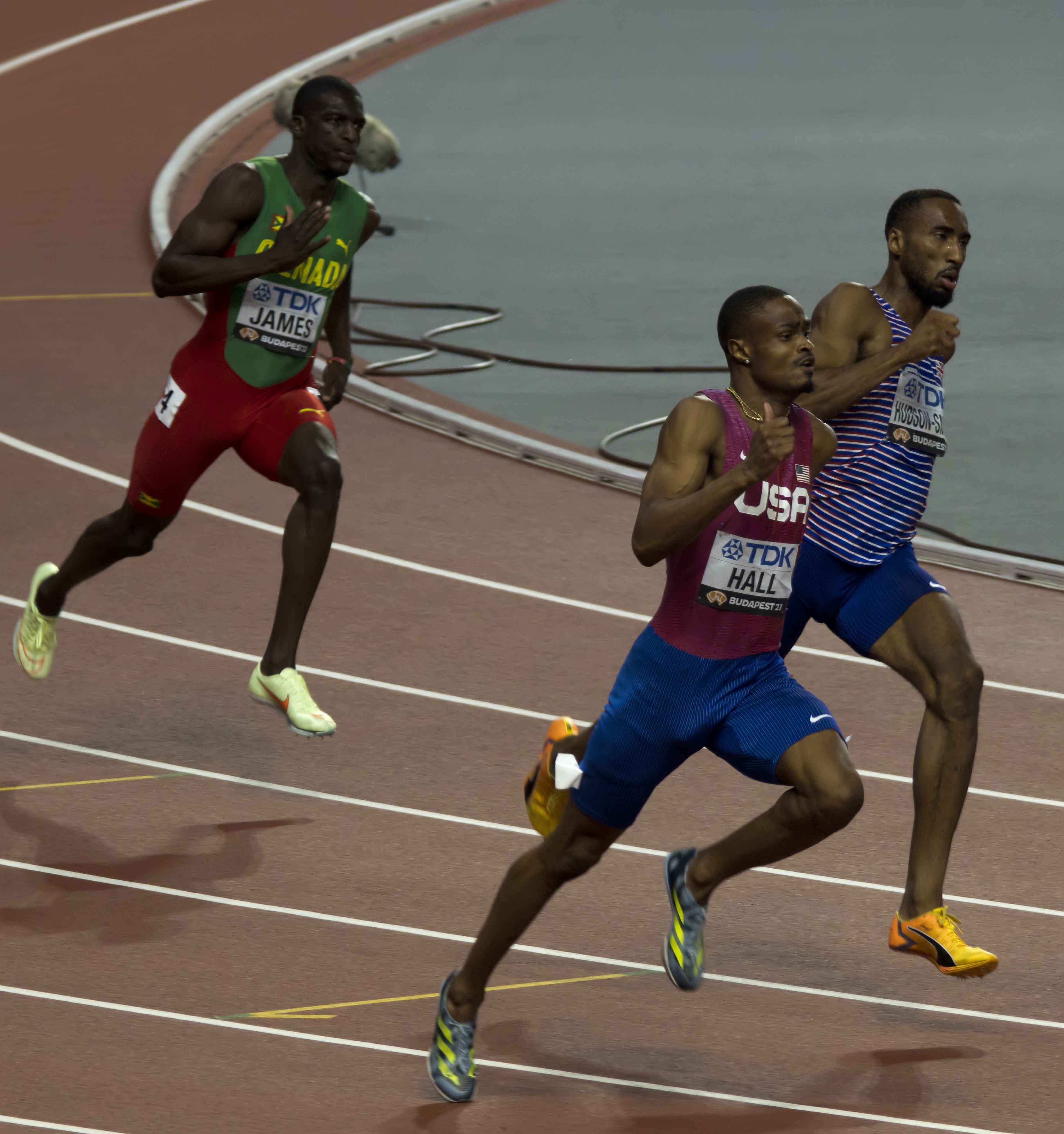
Matthew Hudson-Smith (à droite) lors des championnats du monde 2023.

Lors des demi-finales des championnats du monde 2023, à Budapest, Matthew Hudson-Smith établit le temps de 44 s 26 et améliore de 7/100e de seconde le record d'Europe du 400 mètres détenu depuis 1987 par l'Allemand Thomas Schönlebe. En finale, le Britannique s'adjuge la médaille d'argent en 44 s 31, à 9/100e de seconde du Jamaïcain Antonio Watson.

### Sous les 44 secondes (2024)
Le 30 mai 2024 lors des Bislett Games à Oslo, Hudson-Smith améliore de 19/100e de seconde son propre record d'Europe en établissant le temps de 44 s 07. Le 20 juillet 2024, lors du London Grand Prix, il pulvérise son record en 43 s 74, devenant le premier athlète européen à casser la barrière des 44 secondes,.
Il devient vice-champion olympique du 400 m aux Jeux de Paris, terminant à 4/100es de l'Américain Quincy Hall avec un nouveau record d'Europe à 43 s 44. Il fait partie du relais 4 × 400 m qui décroche la médaille de bronze, avec ses coéquipiers Alex Haydock-Wilson, Lewis Davey et Charles Dobson, en battant le record d'Europe qui datait des Jeux olympiques d'Atlanta en 1996, au cours desquels la Grande-Bretagne avait pris la médaille d'argent en 2 min 56 s 60. 

## Palmarès
| Date | Compétition                   | Lieu             | Résultat | Épreuve   | Temps         |
| ---- | ----------------------------- | ---------------- | -------- | --------- | ------------- |
| 2013 | Championnats d'Europe juniors | Rieti            | 3e       | 200 m     | 20 s 94       |
| 2013 | Championnats d'Europe juniors | Rieti            | 3e       | 4 × 400 m |               |
| 2014 | Jeux du Commonwealth          | Glasgow          | 1er      | 4 × 400 m | 3 min 0 s 46  |
| 2014 | Championnats d'Europe         | Zurich           | 2e       | 400 m     | 44 s 75       |
| 2014 | Championnats d'Europe         | Zurich           | 1er      | 4 × 400 m | 2 min 58 s 79 |
| 2016 | Championnats d'Europe         | Amsterdam        | 3e       | 4 × 400 m | 3 min 1 s 44  |
| 2016 | Jeux olympiques               | Rio de Janeiro   | 8e       | 400 m     | 44 s 61       |
| 2017 | Relais mondiaux de l'IAAF     | Nassau           | 6e       | 4 x 400 m | 3 min 05 s 63 |
| 2017 | Championnats du monde         | Londres          | 3e       | 4 x 400 m | 2 min 59 s 00 |
| 2018 | Championnats d'Europe         | Berlin           | 1er      | 400 m     | 44 s 78       |
| 2018 | Championnats d'Europe         | Berlin           | 2e       | 4 x 400 m | 3 min 00 s 36 |
| 2018 | Ligue de diamant              | Ligue de diamant | 3e       | 400 m     | 44 s 95       |
| 2018 | Coupe continentale            | Ostrava          | 4e       | 400 m     | 45 s 72       |
| 2022 | Championnats du monde         | Eugene           | 3e       | 400 m     | 44 s 66       |
| 2022 | Jeux du Commonwealth          | Birmingham       | 2e       | 400 m     | 44 s 81       |
| 2022 | Championnats d'Europe         | Munich           | 1er      | 400 m     | 44 s 53       |
| 2022 | Championnats d'Europe         | Munich           | 1er      | 4 x 400 m | 2 min 59 s 35 |
| 2023 | Championnats du monde         | Budapest         | 2e       | 400 m     | 44 s 31       |
| 2024 | Jeux olympiques               | Saint-Denis      | 2e       | 400 m     | 43 s 44       |
| 2024 | Jeux olympiques               | Saint-Denis      | 3e       | 4 × 400 m | 2 min 55 s 83 |

## Records
| Épreuve    | Temps        | Lieu        | Date        |
| ---------- | ------------ | ----------- | ----------- |
| 400 mètres | 43 s 44 (AR) | Saint-Denis | 7 août 2024 |